# ضریب هوشی (فیلم)
ضریب هوشی (انگلیسی: I.Q.) فیلمی در ژانر کمدی رمانتیک به کارگردانی فرد شپیسی است که در سال ۱۹۹۴ منتشر شد.

## بازیگران
- تیم رابینز
- مگ رایان
- والتر ماتائو
- لو جاکوبی
- استیون فرای
- تونی شالهوب
- چارلز دارنینگ
- آلیس درامند
- آلیس پلایتن
- دانیل ون بورگن
- فرانک ویلی
- ژن ساکس
- کین کورتیز
- هلن هنف